# Colpotrochia crassipes
Colpotrochia crassipes là một loài tò vò trong họ Ichneumonidae.